# Marcus Hansson (fotbollsspelare)
Jan Marcus Hansson, född 12 februari 1990 i Hille församling, är en svensk fotbollsspelare (försvarare).

## Karriär
I februari 2016 värvades Hansson av Djurgårdens IF, där han skrev på ett fyraårskontrakt. I februari 2018 lånades Hansson ut till IK Frej. I januari 2019 lånades Hansson ut till IF Brommapojkarna på ett låneavtal över säsongen 2019.